# 代訓藍
代訓藍隊為中華職棒興農牛及米迪亞暴龍所組成的二軍球團。

## 歷史
中華職棒代訓對抗聯賽於2005年開始舉行，當年只有La New熊有獨立二軍，其餘五隊的二軍即分配到代訓紅隊與代訓藍隊之中，這是後二者成立的起因。該年代訓賽即此三隊比賽。
2006年，中華職棒大聯盟代訓對抗賽正式舉行，統一二軍成立，其餘四隊分配到代訓紅隊與代訓藍隊之中。該年代訓對抗賽即此四隊加上台灣電力與合作金庫兩支業餘協訓球隊比賽。
2007年，中信二軍成立，其餘三隊的二軍皆分配到代訓藍隊之中，取消代訓紅隊的編制。該年代訓對抗賽即由三支獨立二軍（La New、統一、中信）與代訓藍隊等四隊加上台灣電力、合作金庫、台灣體院與國立體院四支業餘協訓球隊比賽。
2008年，兄弟二軍成立，其餘兩隊的二軍皆分配到代訓藍隊之中。該年代訓對抗賽即由四支獨立二軍（La New、統一、中信、兄弟）與代訓藍隊等五支球隊比賽。
2009年，因中信二軍解散，興農二軍成立，取消代訓藍隊的編制。

## 球隊組織
- 2005年：兄弟象、統一獅、中信鯨
- 2006年：興農牛、中信鯨
- 2007年：興農牛、誠泰COBRAS、兄弟象
- 2008年：興農牛、米迪亞暴龍

## 歷年戰績
- 2005年代訓對抗賽：
- 2006年代訓對抗賽（不包括業餘協訓球隊）：
- 2007年代訓對抗賽（不包括業餘協訓球隊）：

## 參照
- 代訓紅隊
- 統一二軍
- 中信二軍
- 兄弟二軍

## 外部連結
- 代訓藍在台灣棒球維基館上的頁面（繁體中文）